# Hayward (Califórnia)
Hayward é uma cidade localizada no estado norte-americano da Califórnia, no Condado de Alameda. Situa-se na área da baía de São Francisco. Foi incorporada em 11 de março de 1876.

## Geografia
De acordo com o Departamento do Censo dos Estados Unidos, a cidade tem uma área de 166,1 km², onde 118,7 km² estão cobertos por terra e 47,4 km² por água.

## Demografia
Segundo o censo nacional de 2020, a sua população é de 162 954 habitantes e sua densidade populacional é de 1 373,19 hab/km². Possui 50 215 residências, que resulta em uma densidade de 423,16 residências/km².

## Lista de marcos
A relação a seguir lista as entradas do Registro Nacional de Lugares Históricos em Hayward.
- Eden Congregational Church
- Green Shutter Hotel
- Meek Mansion and Carriage House

## Galeria de imagens

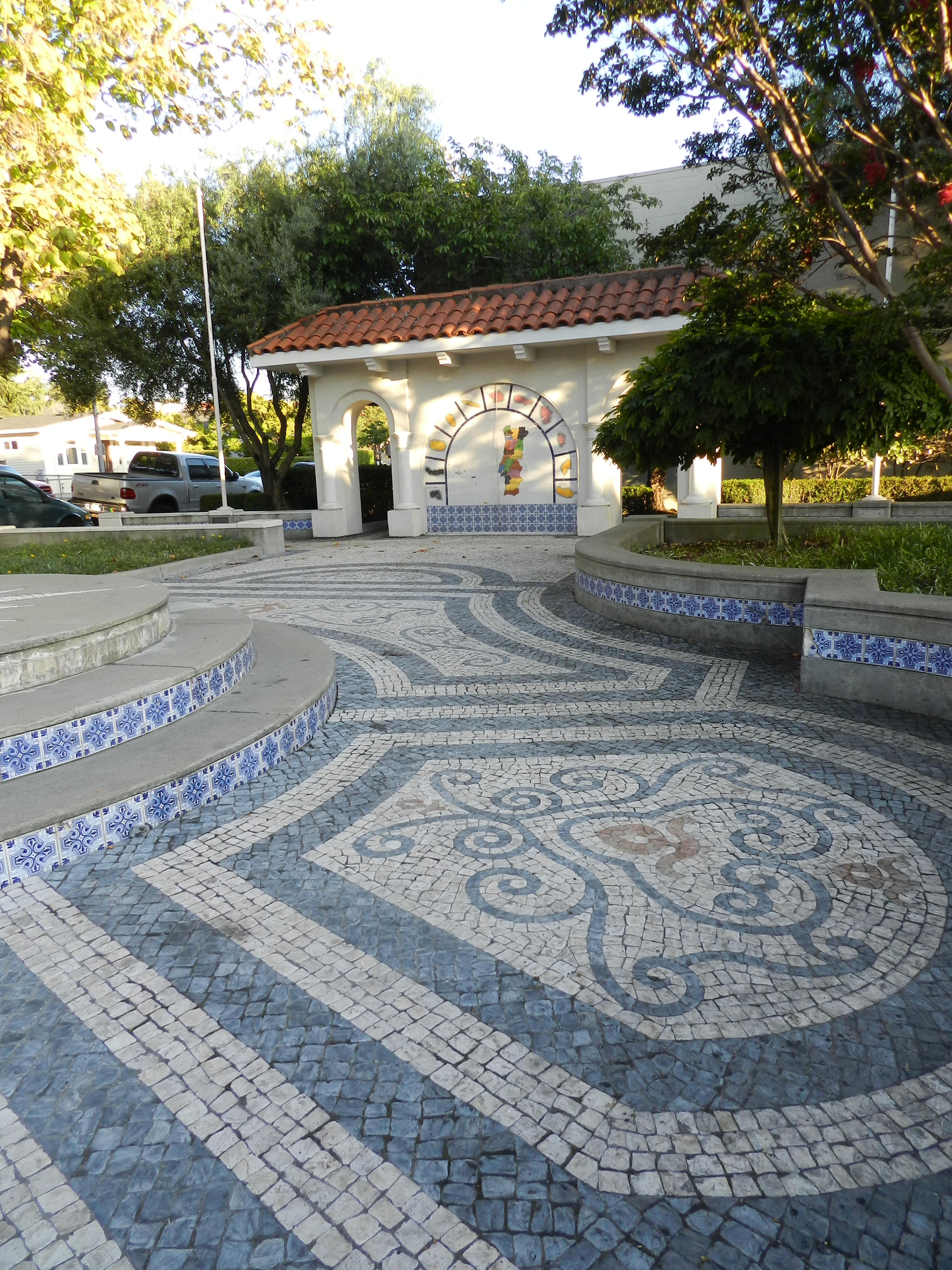
Parque Centenário Português Julio J. Bras Português.